# BAP Tacna
BAP Tacna è un rifornitore di squadra in servizio con la Marina peruviana dal dicembre 2014, precedentemente fu in servizio con la Marina olandese col nome di Zr.Ms. Amsterdam dove fu in servizio tra il 2 settembre 1995 e il 4 dicembre 2014, poi sostituita dalla Zr.Ms. Den Helder nel 2015.

## Storia

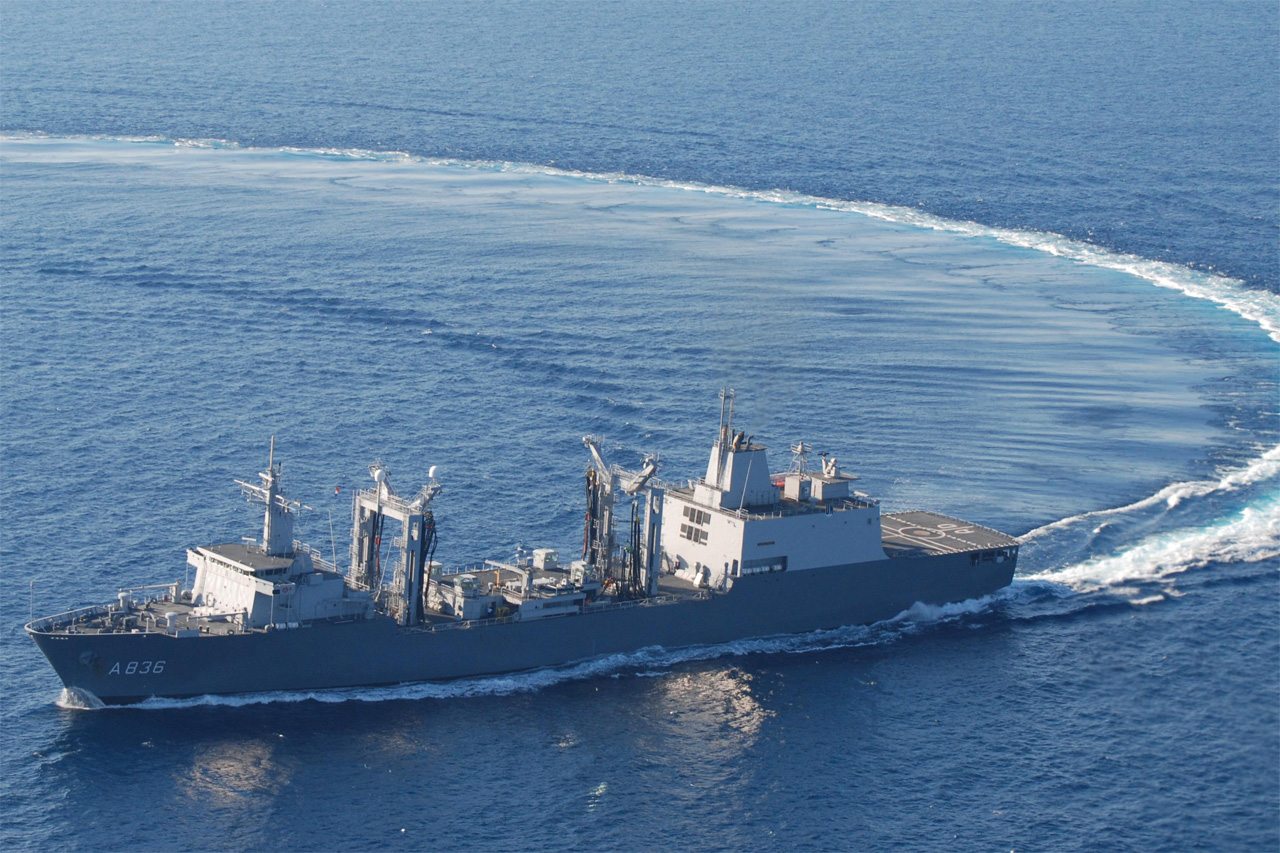
Il rifornitore di squadra Amsterdam durante una virata.

In vista delle sostituzione dell'oramai anziano rifornitore di squadra Poolster, nell'ottobre del 1991 la marina reale olandese ordinò la costruzione di due nuove unità, la prima delle quali venne denominata A-836 Amsterdam. Il progetto della nave era frutto di uno sforzo congiunto tra gli uffici di progettazione Nevesbu ed EN Bazàn (poi IZAR, poi Navantia), ed anche la marina reale spagnola ordinò la costruzione di una terza unità, la Patiño, con un disegno leggermente modificato. La costruzione della seconda unità per la marina olandese venne poi cancellata. Lo scafo della Amsterdam stato costruito presso il cantiere navale BY Merwede a Hardinxveld, Paesi Bassi, con la chiglia impostata il 25 maggio 1992, e l'unità fu varata l'11 settembre 1993. Lo scafo fu quindi trasferito presso il cantiere navale Royal Schelde a Vlissingen per essere completato, e la Amsterdam iniziò le prove in mare il 3 aprile 1995. La nave fu accettata dalla Koninklijke Marine il 10 luglio 1995 ed entrò ufficialmente in servizio il 2 settembre 1995.

## Descrizione tecnica

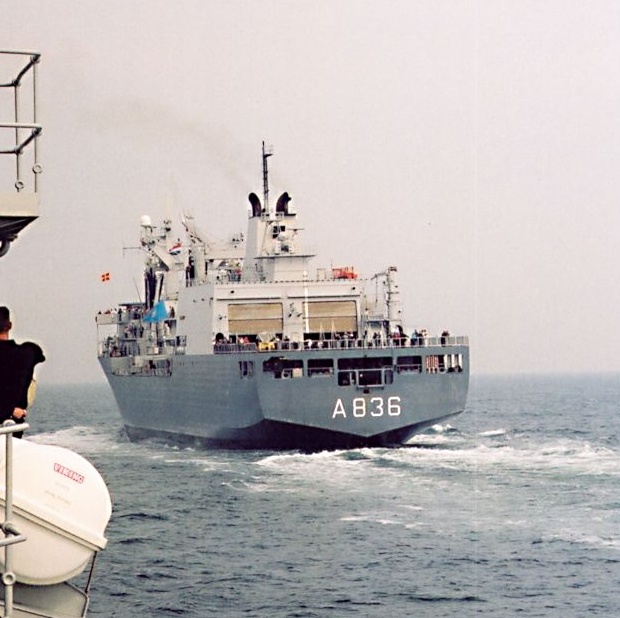
La Amsterdam in navigazione in mare aperto.

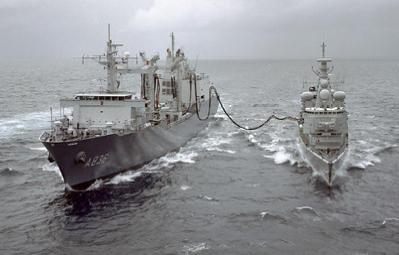
La Amsterdam durante le fasi di un rifornimento.

La Amsterdam ha un dislocamento di 17.040 tonnellate, e lunga 165,84 metri (156,00 metri al galleggiamento), larga 23,70 metri (22,00 al galleggiamento) e ha un pescaggio di 8.00 metri, È stata costruita secondo gli standard delle unità della marina mercantile, ma sono presenti sistemi militari per contrastare i danni da attacchi nucleari, biologici e chimici. L'apparato propulsivo è composto da due motori diesel IZAR/Burmeister & Wain 16V 40/45 delle potenza di 19.570 kilowatt (26.240 shp), azionanti una singola elica a passo regolabile LIPS a cinque pale da 5,7 metri di diametro. la velocità massima raggiungibile e di 21 nodi (39 km/h; 24 mph) con una velocità continuativa di 20 nodi (37 km/h; 23 mph). L'autonomia e di 13.440 miglia nautiche (24.890 km; 15.470 mi) a 20 nodi e l'unità può rimanere in mare per 30 giorni. La Amsterdam è dotata di quattro generatori IZAR/Burmeister & Wain da 1.000 kW (1.300 hp) per la produzione di energia elettrica. L'equipaggio e composto da 23 ufficiali e 137 tra sottufficiali e marinai, e vi sono ulteriori 70 cuccette di riserva. Il personale di complemento dell'aviazione e di 24 persone, incluse nel numero complessivo dell'equipaggio. La nave è stata progettata per avere un massimo del 20% del suo equipaggio composto da donne. L'armamento e composto da due cannoni Oerlikon da 20 mm e da un impianto CIWS Signaal Goalkeeper  a 7 canne rotanti da 30 mm. Le armi da 20 mm sono state successivamente rimosse e sostituite da due mitragliatrici Browning M2 da 12,7 mm (0,50 pollici) in impianti singoli. Sono presenti anche 2 lanciatori per chaff/flares Loral Hycor SRBOC Mk.36, e un sistema trainato antisiluri QL-25 Nixie.  La dotazione elettronica comprendeva 1 radar di scoperta aeronavale Ferranti AWARE-4, due radar per la ricerca di superficie e il controllo dell'elicottero Kelvin Hughes. La nave poteva essere impiegata anche per operazioni antisommergibili in quanto dotata di hangar (per due elicotteri) e un ponte di volo poppiero da cui potevano operare sino a tre elicotteri Westland Lynx SH-1 o due AgustaWestland AW101, Westland Sea King o NHIndustries NH90.
La capacità di trasporto era pari a  10.300 tonnellate di portata lorda (DWT). Il carico tipico della nave consisteva in 6.700 t di carburante diesel, 1.600 t di carburante per aviazione, 178,8 t di acqua dolce, 180,9 t  di munizioni, 18,6 t di sonoboe, 83,3 t di provviste e 9 t di pezzi di ricambio. La nave aveva anche officine di riparazione per la manutenzione la flotta. Per il rifornimento delle altre unità di erano due stazioni per lato per il rifornimento combustibili, installate a mezza nave, e una stazione di rifornimento verticale per il trasferimento dei carichi solidi a proravia. La nave ha una velocità di trasferimento del carburante pari a 1.000 m³ all'ora sulle sue stazioni di babordo, 600 m³ all'ora sulle sue stazioni di dritta e 450 m³ all'ora a poppa. La Amsterdam è anche in grado di trasferire 200 m³ all'ora di carburante per aviazione su entrambi i lati.

## Attività operativa

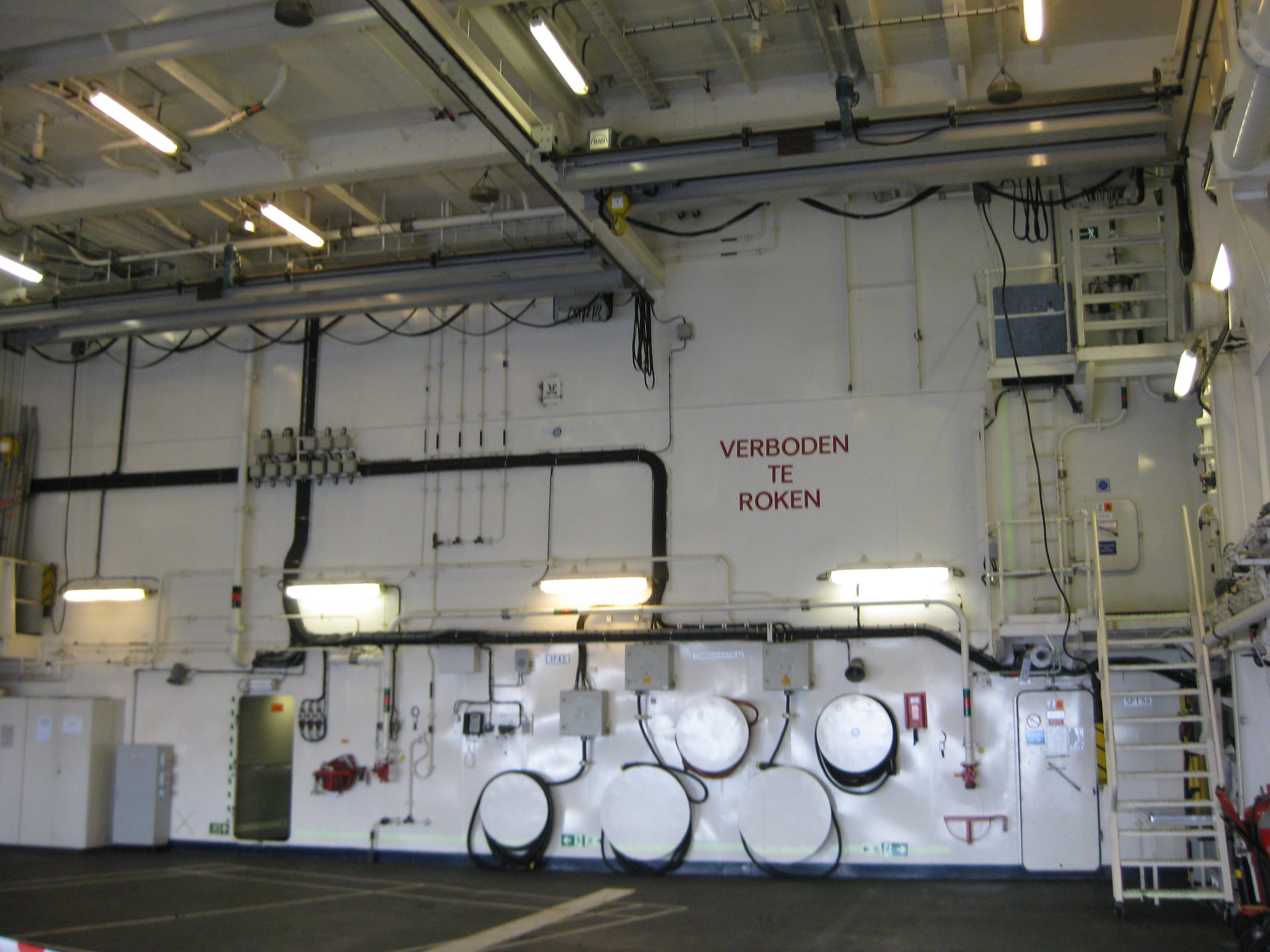
Interno dell'hangar del rifornitore di squadra Amsterdam.

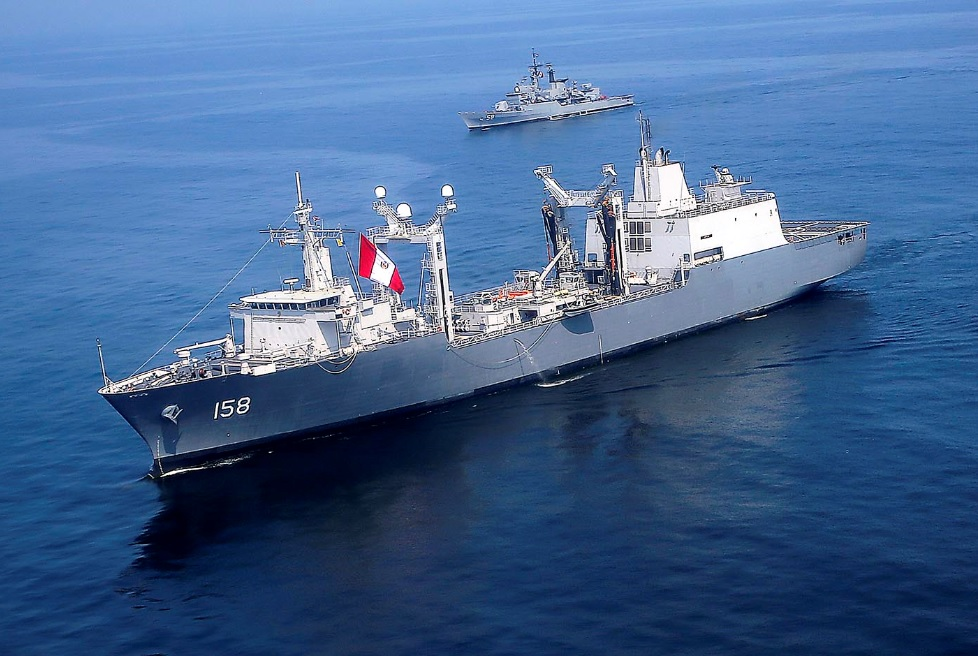
Il rifornitore di squadra ARL-158 Tacna in navigazione scortata da una fregata lanciamissili.

All'inizio del 1996, la nave salpò per l'Artico al fine di eseguire dei test sulle operazioni nei climi freddi, e più avanti in quello stesso anno partecipò ad alcune esercitazioni nella penisola iberica con altre navi da guerra olandesi. Nel 1997, la nave salpò per Singapore e Abu Dhabi per partecipare ad esposizioni di materiale navale par la difesa. Nel 1998 la Amsterdam fu una delle navi da guerra olandesi che parteciparono a una delle più grandi esercitazioni militari della NATO mai vista sino a quella data al largo della Spagna. Nel 2000, la nave salpò come parte di una squadra navale olandese che visitò diversi paesi asiatici. Nel mese di agosto la nave aveva effettuato 1.000 rifornimenti in mare.
Nel novembre 2001 la Amsterdam venne assegnata alla Forza navale atlantica permanente della NATO (STANAVFORLANT). Nel dicembre successivo la Amsterdam e la fregata lanciamissili Jacob van Heemskerck si trasferirono nel Mar Mediterraneo come parte della Forza navale mediterranea permanente per prendere parte all'Operazione Active Endeavour della NATO, pattugliando le acque del Mediterraneo orientale. Il 2 gennaio 2002 la nave recuperò 20 rifugiati dalle acque del Mediterraneo, e poi rientrò nei Paesi Bassi alla fine di quello stesso mese. Tra l'aprile e giugno la Amsterdam operò nuovamente nel Mediterraneo come parte della Operazione Active Endeavour. Nel 2003 partecipò all'esercitazione militare Northern Light al largo delle coste della Scozia e si è unì alla STANAVFORLANT per esercitazioni navali nel 2004. Seguì poi un dispiegamento a Curacao nel Mar dei Caraibi per assumere i compiti di nave stazionaria fino al 2005, quando il nave ritornò nelle acque europee.
La Amsterdam venne poi schierata in Medio Oriente par partecipare all'operazione Enduring Freedom nel 2005-2006 e fornito assistenza a due navi militari statunitensi dopo una battaglia che avevano combattuto contro i pirati al largo delle coste della Somalia il 18 marzo 2006. Nel 2008, la nave partecipò a una missione UNIFIL in Libano, e poi tornò nelle acque dei Caraibi, operando con le forze britanniche, francesi, canadesi e americane nella regione. Da settembre 2010 al gennaio 2011 la Amsterdam fu assegnata all'operazione Atalanta e all'operazione Shield al largo delle coste della Somalia. Nel dicembre 2010 la nave operò al largo della Costa d'Avorio al fine di assistere ad una possibile evacuazione dei cittadini dell'Unione europea dal paese a seguito dei disordini dopo le elezioni presidenziali del 2010.
Nel 2012-2013 la nave operò in servizio presso la forza di difesa dei Caraibi olandesi, intercettando i trafficanti di droga, prima di ritornare nel Mediterraneo a metà del 2014.
Nel luglio del 2014 la nave fu venduta al Perù, e dismessa il 4 dicembre 2014 venne trasferita alla Marina peruviana. Consegnata alla marina il 4 dicembre fu ridenominata Tacna, ricevendo il numero ottico ARL 158. L'acquisto della nave faceva parte dei rinnovamento della flotta peruviana. Il Tacna fu dotato di attrezzature per l'imbarco di tre elicotteri Agusta Bell AB-412SP.

### Fonti
1. 1 2 3 4 5 6  Marineschepen.
2. 1 2 3 4 5 6 7 8 9 10  Wertheim 2013, p. 481.
3. 1 2 3 4 5 6  Saunders 2009, p. 555.
4. ↑  (EN) Netherlands sends warship to Ivory Coast, su The Guardian, 24 dicembre 2010. URL consultato il 18 ottobre 2021.
5. ↑  (EN) Richard Tomkins, Dutch Navy transfers logistics ship to Peru, su UPI, 24 luglio 2014. URL consultato il 18 ottobre 2021.
6. ↑  (EN) José Higuera, Peru Acquires Dutch Replenishment Ship, in DefenseNews, 23 luglio 2014. URL consultato il 21 febbraio 2015 (archiviato dall'url originale il 22 febbraio 2015).
7. ↑   La Armada del Perú adquiere tres helicópteros Agusta Bell AB-412SP en Holanda, su infodefensa.com, 28 noviembre 2014.
8. ↑   Buque logístico “Tacna” arribará al Perú a finales de diciembre, su larepublica, 14 dicembre  2014 (archiviato dall'url originale il 9 dicembre 2014).